# HAL AMCA
Das Advanced Medium Combat Aircraft (kurz: AMCA), ursprünglich nur als „Medium Combat Aircraft“ (dt.: Mittleres Kampfflugzeug) bezeichnet, ist ein in der Entwicklung befindliches Kampfflugzeug der fünften Generation von Hindustan Aeronautics für die indische Luftwaffe. Als Tarnkappen-Mehrzweckkampfflugzeug soll es die Mikojan-Gurewitsch MiG-27, die Mirage 2000, die SEPECAT Jaguar und später die Su-30 ersetzen, sowie den HAL Tejas im oberen Leistungsbereich ergänzen.

## Geschichte und Entwicklung
Bei dem AMCA-Programm handelt es sich um eine Folgeentwicklung des LCA-Programms, aus welchem der Tejas hervorging. Im August 2006 beantragte der damalige indische Verteidigungsminister Finanzmittel für Planungsstudien zur Weiterentwicklung des Tejas. Nachdem diese bewilligt worden waren, fragte die indische Luftwaffe im Oktober 2008 bei der „Aeronautical Development Agency“, die für das LCA-Programm verantwortlich war, nach, inwiefern sich die technologischen Erfahrungen weiter nutzen lassen. Daraus entstand im Februar 2009 der Auftrag zur Entwicklung des AMCA, mit dem erneut Hindustan Aeronautics beauftragt wurde. Das AMCA-Programm wurde im Februar 2009 zur Aero India erstmals öffentlich vorgestellt und ist vom Aufgaben- und Missionsprofil am ehesten mit der amerikanischen F-35 Lightning II vergleichbar. Der offizielle Projektstart war am 4. Mai 2009. 2014 wurde die Auslegung gewählt.
Das AMCA-Projekt stellt das bisher anspruchsvollste Rüstungsprojekt der indischen Streitkräfte dar und steht im Kontext mit den Bemühungen Indiens, eine eigene unabhängige Rüstungsindustrie aufzubauen. Damit verbunden sind aber auch massive Entwicklungsrisiken.
Anfang März 2024 wurde der Bau von 5 Prototypen bewilligt. Im Sommer 2024 hoffte der Direktor der Defence Research and Development Organisation, dass das Flugzeug 2035 in Dienst gestellt würde.
Das Rollout des AMCA wurde Anfang 2025 angepeilt für 2028. Der Prototyp sollte laut dieser Planung 70 Prozent indische Teile enthalten. Spätere Flugzeuge sollen bis 90 Prozent indische Teile erhalten.

## Konstruktion
Das doppelsitzige, zweistrahlige „Advanced Medium Combat Aircraft“ weist verschiedene Übereinstimmungen mit der amerikanischen F-22 Raptor auf. Trotz der Ableitung aus dem konventionellen LCA-Programm sind verschiedene Maßnahmen zur Reduzierung der Radarrückstrahlfläche zu erkennen. Unter anderem werden die Waffen intern mitgeführt und das einfache Seitenleitwerk wird durch zwei nach außen abgewinkelten Modelle ersetzt, um dadurch 90°-Winkel zu vermeiden. Ebenfalls von der F-22 bekannt sind die rautenförmigen Lufteinlässe, die den direkten Blick auf die Fan-Schaufeln verdecken.
Auch das Triebwerk soll bis Mitte 2030er-Jahre in Indien entwickelt werden.
Als Triebwerke wurde zunächst mit den von der indischen GTRE gefertigten GTX-35VS Kaveri mit Schubvektorsteuerung geplant, die dem ca. 20 Tonnen schweren Jet den Überschallflug ohne Nachbrenner ermöglichen sollen („Supercruise“). Da es aber eher unwahrscheinlich ist, dass damit die geplanten Flugleistungen erreicht werden, dürfte ein weiterentwickeltes Modell mit reduzierter Infrarotsignatur zum Einsatz kommen. In der ersten Version soll das General Electric F414 zum Einsatz kommen. Im Bereich der Avionik ist die Rede von einem modular aufgebauten System, wobei noch keine weiteren Angaben bekannt wurden.